# لسلی گروسمان
لسلی گروسمان (انگلیسی: Leslie Grossman؛ زادهٔ ۲۵ اکتبر ۱۹۷۱) یک هنرپیشه اهل ایالات متحده آمریکا است. وی از سال ۱۹۹۸ میلادی تاکنون مشغول فعالیت بوده‌است.

## گزیده فیلمشناسی
از فیلم‌ها یا برنامه‌های تلویزیونی که وی در آن نقش داشته‌است می‌توان به آثار زیر اشاره کرد.
- نمی‌توانم صبر کنم (۱۹۹۸)
- دویدن با قیچی (۲۰۰۶)
- جراحی پلاستیک (۲۰۰۳–۲۰۰۸)
- سی‌اس‌آی (۲۰۰۳)
- دختر شایسته اخلاق ۲ (۲۰۰۵)
- این رفتارت را دوست دارم (۲۰۰۳–۲۰۰۶)
- آناتومی گری (مجموعه تلویزیونی) (۲۰۰۸)
- ۱۰ چیز درباره تو که ازشان متنفرم (۲۰۰۹–۲۰۱۰)
- دکستر (۲۰۱۰)
- رسوایی (مجموعه تلویزیونی) (۲۰۱۲)
- بن و کیت (۲۰۱۲)
- شان دنیا را نجات می‌دهد (۲۰۱۴)
- خانواده امروزی (۲۰۱۴)
- دو دختر ورشکسته (۲۰۱۵)
- داستان ترسناک آمریکایی: فرقه (۲۰۱۷) در نقش پاتریسیا کرنوینکل
- هیچ‌کس این را نمی‌خواهد (۲۰۲۴)